# Ipstones
Ipstones är en by och en civil parish i Staffordshire Moorlands i Staffordshire i England. Orten har 1 488 invånare (2011).